# Episodi di Fate/stay night
La prima trasposizione anime di Fate/stay night conta 24 episodi che narrano le avventure di Shirō Emiya, accompagnato dalla sua servant Saber, nel percorso per riuscire a sopravvivere alla guerra per la conquista del Santo Graal. Questo adattamento anime si basa sull'omonima visual novel di cui segue la route Fate con diversi richiami agli altri due scenari, creando un intreccio narrativo completamente originale. Sia da questo adattamento animato che dal manga sono state rimosse completamente le scene erotiche esplicite presenti nel videogioco. Qui di seguito, l'elenco completo degli episodi prodotti, con titolo in giapponese e la traduzione in italiano. La serie è stata trasmessa per la prima volta in Giappone nel 2006 e adotta un aspect ratio 4:3.

## Serie TV
| Nº | Titolo italiano (traduzione letterale) Giapponese 「Kanji」 - Rōmaji                                              | In onda          | In onda |
| Nº | Titolo italiano (traduzione letterale) Giapponese 「Kanji」 - Rōmaji                                              | Giapponese       |         |
| 1  | Il giorno in cui tutto ebbe inizio 「始まりの日」 - Hajimari no hi                                                | 6 gennaio 2006   |         |
| 2  | La notte del destino 「運命の夜」 - Unmei no yoru                                                                 | 13 gennaio 2006  |         |
| 3  | Si alzi il sipario 「開幕」 - Kaimaku                                                                             | 20 gennaio 2006  |         |
| 4  | L'avversario più potente 「最強の敵」 - Saikyou no teki                                                           | 27 gennaio 2006  |         |
| 5  | I due maghi (prima parte) 「魔術師二人<前編>」 - Majutsushi futari <zenpen>                                       | 3 febbraio 2006  |         |
| 6  | I due maghi (seconda parte) 「魔術師二人<後編>」 - Majutsushi futari <kouhen>                                     | 10 febbraio 2006 |         |
| 7  | Convulsioni 「蠢動」 - Shundou                                                                                    | 17 febbraio 2006 |         |
| 8  | Melodia dissonante 「不協の旋律」 - Fukyo no oto                                                                  | 24 febbraio 2006 |         |
| 9  | Eleganza al chiaro di luna 「月下流麗」 - Gekka ryuurei                                                           | 3 marzo 2006     |         |
| 10 | Interludio di pace 「穏やかな幕間」 - Odayakana makuai                                                            | 10 marzo 2006    |         |
| 11 | Fortezza di sangue Andromeda 「鮮血神殿(ブラッドフォート・アンドロメダ)」 - Senketsu tenden (BLOODFORT ANDROMEDA) | 17 marzo 2006    |         |
| 12 | Lacerando il cielo 「空を裂く」 - Sora o saku                                                                     | 24 marzo 2006    |         |
| 13 | Il castello d'inverno 「冬の城」 - Fuyu no shiro                                                                  | 31 marzo 2006    |         |
| 14 | La fine dell'ideale 「理想の果て」 - Risou no hate                                                                | 7 aprile 2006    |         |
| 15 | Le dodici fatiche 「十二の試練」 - Juuni no shiren                                                                | 14 aprile 2006   |         |
| 16 | La spada della vittoria promessa 「約束された勝利の剣」 - Yakusokusareta shōri no ken                             | 21 aprile 2006   |         |
| 17 | Il marchio della strega 「魔女の烙印」 - Majo no rakuin                                                           | 28 aprile 2006   |         |
| 18 | La battaglia decisiva 「決戦」 - Kessen                                                                           | 5 maggio 2006    |         |
| 19 | Il re d'oro 「黄金の王」 - Ougon no ou                                                                            | 12 maggio 2006   |         |
| 20 | Inseguire un lontano sogno 「遠い夢跡」 - Tooi yume ato                                                           | 19 maggio 2006   |         |
| 21 | La stella creatrice che divise il cielo dalla terra 「天地乖離す開闢の星」 - Tenchi kairi su kaibyaku no hoshi    | 26 maggio 2006   |         |
| 22 | Alla fine dei desideri 「願いの果て」 - Negai no hate                                                             | 2 giugno 2006    |         |
| 23 | Santo Graal 「聖杯」 - Seihai                                                                                     | 9 giugno 2006    |         |
| 24 | Avalon 「全て遠き理想郷」 - Subete tooki risoukyou                                                                | 16 giugno 2006   |         |